# Rivière Saint-Jean Branche Baker
La Rivière Saint-Jean Branche Baker (anglais : Baker Branch Saint John River) est un affluent du fleuve Saint-Jean, coulant sur 77,2 km dans le North Maine Woods, dans le Maine, au Nord-Est des États-Unis.

## Hydrographie
La « rivière Saint-Jean Branche Baker » prend sa source à l’embouchure du Upper First Saint John Pond (46° 01′ 50″ N, 69° 58′ 56″ O) au Nord-Est de la « montagne Truesdale » dans le coin Nord-Ouest du Township 4, Range 17, WELS au Maine. Le courant traverse successivement le Lower First Saint John Pound, le Second Saint John Pound et le Third Saint John Pound avant d'entrer dans Township 5, Range 17, WELS; puis de couler dans Fourth Saint John Pound.
L’embouchure du 4e étang Saint John (46° 04′ 00″ N, 69° 54′ 26″ O), alors devenu la « rivière Saint-Jean Branche Baker », s’écoule dans le « Cinquième étang Saint John », lequel chevauche la limite entre Township 5, Range 17, WELS et le Township 6, Range 17, WELS.
En 1939, le cours de la rivière a été dérivé vers la rivière Penobscot Branche Nord (anglais: North Branch Penobscot River) en amont du « Cinquième étang Saint John » dans le Township 6, Range 17, WELS. Néanmoins la majeure partie du courant suit le cours d'origine vers le Nord jusqu’à la confluence avec Sweeney Brook dans T7 R17 WELS, lequel se déverse au Sud-Est du lac Baker.

## Histoire
La « rivière Saint-Jean Branche Baker » draine une partie de la North Maine Woods. Son cours a été utilisé au XXe siècle pour le transport de bois de pulpe. À partir de 1917, les arbres de bois d’épicéa et de sapin baumier ont été coupés en longueur de 4 pieds (1,2 mètre). En hiver, les billes étaient chargées en forêt sur des traîneaux tirés par des chevaux ou des log haulers jusqu’au cours d’eau le plus proche(fleuve, rivière) ou des plans d’eau, pour y être déchargés sur la glace. Dès le dégel des plans d’eau et des cours d’eau, les billes de bois de pulpe flottaient pour descendre jusqu’aux usine de pâte et papier situées en aval. Un problème se posait parce le bois de pulpe flottant s’accumulait de plus en plus autour des étangs Saint John et était destiné au moulin de la Millinocket de la Great Northern Paper Company situé sur la West Branch Penobscot River. Le Seboomook Lake and Saint John Railroad a été construit en 1921 pour transporter le bois à pâte vers le Sud à partir du Cinquième étang Saint John Pond jusqu’au Lac Seboomook. Le chemin de fer a suivi la rive Est de la rivière Saint-Jean Branche Baker entre le 4e et le 5e étang Saint John. Dans les années 1950, le chemin de fer a été démantelé et transformé en une route de camion, après que le canal ait été construit pour transporter le bois à pâte flottante de la « Cinquième étang Saint John » jusqu’à la « North Branch Penobscot River »

## Lac Baker
Pour les articles homonymes, voir Lac Baker.

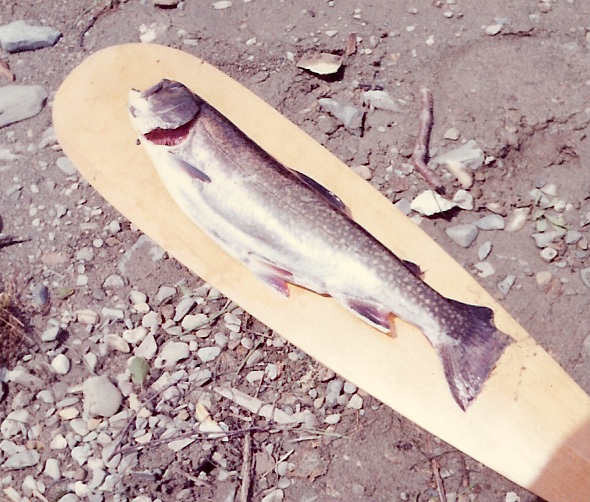
Rame de canoe avec un omble de fontaine de 18 pouce capturé à Baker Lake en 1959 avant l'introduction du saumon et maskinongé

Le lac Baker constitue le plus grand lac du bassin versant de la « rivière Saint-Jean Branche Baker ». Ce lac a été ensemencé avec de l’omble de fontaine, perchaude, ouitouche et meunier noir. En 1967, le « Maine Department of Inland Fisheries and Wildlife » (Département de pêches continentales et de la faune du Maine) a ensemencé ce lac avec le saumon atlantique, puis avec l’éperlan en 1970 en tant que source de nourriture pour le saumon. Les Canadiens ont introduit le maskinongé dans Lac Frontière (Montmagny), situé au Sud du Québec; et en 1986, le maskinongé était parvenu au lac Baker en nageant vers l’aval dans la rivière Saint-Jean Nord-Ouest, puis en remontant le fleuve Saint-Jean.

## Cours inférieur de la rivière
L’embouchure du Lac Baker comporte un pont sur le chemin reliant le sommet du mont Brailey (altitude: 451 m) situé du côté Ouest et le sommet du Mont Baker (altitude: 480 m) situé du côté Est. Le « Baker Lake North Campsite » est situé du côté Ouest de l’embouchure.
À partir de l’embouchure du Lac Baker, la « rivière Saint-Jean Branche Baker » coule sur 28,2 km selon les segments suivants :
- 7,5 km vers le Nord en traversant plusieurs rapides, jusqu’à la confluence du ruisseau Turner (venant du Sud-Est) ;
- 2,4 km vers le Nord en formant une courbe vers l’Ouest en traversant le township 8, range 17 WELS, jusqu’à la confluence du ruisseau Brailey (venant de l’Ouest) ;
- 3,9 km vers le Nord-Est, jusqu’à la confluence d’un ruisseau (venant de l’Est) ;
- 1,6 km vers le Nord, jusqu’à une île ;
- 2,9 km vers le Nord-Ouest en contournant une île (longueur: 2,3 km; largeur maximale: 0,7 km) ;
- 9,9 km vers le Nord-Ouest, puis le Nord-Est, en traversant plusieurs rapides, jusqu’à la confluence de la rivière dans T9 R17 WELS[8].

La confluence de la "rivière Saint-Jean Branche Baker" est située dans le comté de Somerset au Maine à :
- 9,9 km à l'Est de la frontière canado-américaine ;
- 9,1 km au Sud de la confluence de la rivière Saint-Jean Sud-Ouest.